# NullCrew

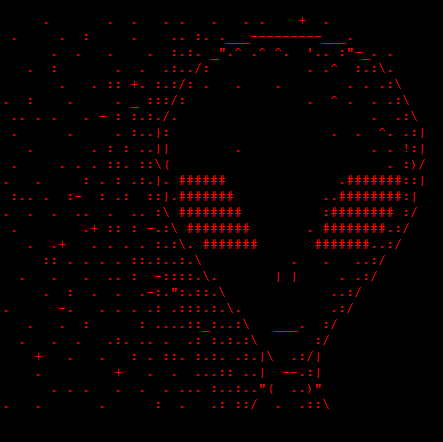
Logo de NullCrew

NullCrew fue un grupo hacktivista fundado en el 2012, que mantuvo su actividad hasta el año 2015. Fue responsable de múltiples ataques informáticos de alto perfil contra corporaciones, instituciones educativas y agencias gubernamentales. Sus miembros se hacían llamar: ZeroPwn, rootcrysis, nop y Soph0n. NullCrew ha sido comparado con Lulz Security.

## Historia
El 13 de julio de 2012, el grupo se adjudicó la publicación de un texto en pastebin que contenía 591 nombres de usuarios y contraseñas en texto plano de miembros de la Organización Mundial de la Salud, (WHO por sus siglas en inglés). Este grupo también publicó aproximadamente 1000 correos electrónicos y contraseñas de la base de datos del sitio web de PBS.
En agosto del mismo año, el grupo atacó varias universidades del Reino Unido, incluyendo la Universidad de Cambridge.
Al mes siguiente, el grupo se reivindicó anunciando en su cuenta de Twitter la toma de control de ocho servidores administrados por la corporación Sony. En este mismo mes, el grupo respondió al arresto de un cofundador de The Pirate Bay en Camboya con un ataque en contra del Gobierno camboyano, que derivó en un hackeo de diversos servidores gubernamentales de dicho país.
El 5 de noviembre de 2012, dos miembros del grupo, Null y Timoxeline, anunciaron un ataque en contra del Ministerio de Defensa de Reino Unido. El ataque concluyó con la filtración de más de 3000 nombres de usuarios, direcciones de correo electrónico y contraseñas que parecían pertenecer a la misma institución. Ambos miembros afirmaron que el ataque fue permitido por un simple error por parte de los desarrolladores de dicho sitio web, más conocido como Inyección SQL.
En octubre del 2012, NullCrew anunció la publicación de su primer auto-titulado e-zine que contenía credenciales de servidores pertenecientes al gobierno y militares de Estados Unidos. Los servidores afectados fueron el sitio oficial del estado de Montana (mt.gov), la página web del estado de Louisiana (la.gov), el sitio web del estado de Texas (texas.gov) y diversas páginas de las Naciones Unidas (incluyendo Unesco y un.org).

## Visión
El grupo estaba dirigido por una persona cuyo pseudónimo era Null, y que se describía a sí mismo como una persona que apoyaba al fundador de WikiLeaks, Julian Assange.

## Posibles arrestos
En mayo del 2013; Lewys Martin, identificado como "sl1nk" del grupo hacktivista NullCrew, fue arrestado por el hackeo realizado a la "Universidad de Cambridge". Según él, solamente era culpable de haber tumbado el sitio web mediante un DDoS. Otros supuestos objetivos de este miembro incluyeron el Pentágono y la NASA. 
Fue sentenciado a dos años de prisión.
En junio del 2014; un hombre de Morristown,Timothy Justen French fue arrestado por tener conexión con NullCrew. Esta persona fue acusada de diversos hackeos a la Universidad de Virginia, Klas Telcom, Comcast, Universidad de Hawái, Departamento de Estado y Bell Canadá. En la denuncia penal, se declaró que se pudo llevar a cabo la detención debido a la información proporcionada por un informante.
También en junio del 2014 un joven canadiense fue arrestado. El arresto fue causado con la conexión con el hackeo a la compañía de telecomunicaciones Bell Canadá. Su arresto fue gracias a un informante que más tarde dieron a conocer con el nick Siph0n.